# Palestina (kommun i Colombia, Caldas, lat 5,05, long -75,70)
Palestina är en kommun i Colombia.   Den ligger i departementet Caldas, i den centrala delen av landet, 180 km väster om huvudstaden Bogotá. Antalet invånare är 18 037. Arean är 109 kvadratkilometer.
Terrängen i Palestina är kuperad.